# 希爾鎮區 (內布拉斯加州諾克斯縣)
希爾鎮區（英語：Hill Township）是位於美國內布拉斯加州諾克斯縣的一個行政鎮區。

## 地方資料
希爾鎮區的面積為202.53平方千米，當中陸地面積為173.27平方千米，而水域面積為29.27平方千米。根據2020年美國人口普查的數據，當地共有人口760人，而人口密度為每平方千米3.75人。